# Campeonato Mundial de Pentatlón Moderno de 2008
El XLVIII Campeonato Mundial de Pentatlón Moderno se celebró en Budapest (Hungría) entre el 29 de mayo y el 3 de junio de 2008 bajo la organización de la Unión Internacional de Pentatlón Moderno (UIPM) y la Federación Húngara de Pentatlón Moderno.
Las competiciones se realizaron en las instalaciones del Centro Deportivo y de Eventos SYMA de la capital húngara, que se encuentra junto al Estadio Ferenc Puskás. 

## Concurso masculino

### Individual
| Puesto | Atleta        | País            | TIR  | ESG | NAT  | HÍP  | CAR  | Total |
| ------ | ------------- | --------------- | ---- | --- | ---- | ---- | ---- | ----- |
| Oro    | Ilia Frolov   | Rusia           | 1168 | 952 | 1356 | 1144 | 1176 | 5796  |
| Plata  | David Svoboda | República Checa | 1204 | 832 | 1340 | 1128 | 1148 | 5652  |
| Bronce | Yahor Lapo    | Bielorrusia     | 1144 | 904 | 1332 | 1116 | 1116 | 5612  |

### Equipos
| Puesto | País        | TIR  | ESG  | NAT  | HÍP  | CAR  | Total  |
| ------ | ----------- | ---- | ---- | ---- | ---- | ---- | ------ |
| Oro    | Rusia       | 3312 | 2712 | 4048 | 3176 | 3348 | 16.596 |
| Plata  | Ucrania     | 3372 | 2712 | 3888 | 2952 | 3176 | 16.100 |
| Bronce | Bielorrusia | 3432 | 2484 | 3972 | 2204 | 3248 | 15.340 |

### Relevos
| Puesto | Atletas                                                     | País        | TIR  | ESG | NAT  | HÍP  | CAR  | Total |
| ------ | ----------------------------------------------------------- | ----------- | ---- | --- | ---- | ---- | ---- | ----- |
| Oro    | Yahor Lapo Mijail Prokopenko Dzmitri Meliaj                 | Bielorrusia | 1240 | 872 | 1308 | 1116 | 1192 | 5728  |
| Plata  | Andrejus Zadneprovskis Justinas Kinderis Edvinas Krungolcas | Lituania    | 1084 | 896 | 1308 | 1152 | 1268 | 5708  |
| Bronce | Péter Tibolya Róbert Kasza Ádám Marosi                      | Hungría     | 1180 | 920 | 1340 | 1026 | 1172 | 5638  |

## Concurso femenino

### Individual
| Puesto | Atleta          | País        | TIR  | ESG  | NAT  | HÍP  | CAR  | Total |
| ------ | --------------- | ----------- | ---- | ---- | ---- | ---- | ---- | ----- |
| Oro    | Amélie Cazé     | Francia     | 1084 | 1024 | 1368 | 1156 | 984  | 5616  |
| Plata  | Aya Medany      | Egipto      | 1060 | 904  | 1328 | 1132 | 1172 | 5596  |
| Bronce | Katie Livngston | Reino Unido | 1000 | 1000 | 1280 | 1136 | 1172 | 5588  |

### Equipos
| Puesto | País        | TIR  | ESG  | NAT  | HÍP  | CAR  | Total  |
| ------ | ----------- | ---- | ---- | ---- | ---- | ---- | ------ |
| Oro    | Polonia     | 3060 | 2640 | 3760 | 3320 | 3368 | 16.168 |
| Plata  | Reino Unido | 2964 | 2328 | 3948 | 3472 | 3348 | 16.060 |
| Bronce | Hungría     | 3204 | 2352 | 3888 | 3292 | 3316 | 16.052 |

### Relevos
| Puesto | Atletas                                            | País        | TIR  | ESG  | NAT  | HÍP  | CAR  | Total |
| ------ | -------------------------------------------------- | ----------- | ---- | ---- | ---- | ---- | ---- | ----- |
| Oro    | Adrienn Tóth Leila Gyenesei Sarolta Kovács         | Hungría     | 1060 | 808  | 1368 | 1184 | 1084 | 5504  |
| Plata  | Mhairi Spence Heather Fell Katie Livingston        | Reino Unido | 1144 | 784  | 1284 | 1136 | 1120 | 5468  |
| Bronce | Edyta Małoszyc Paulina Boenisz Sylwia Czwojdzińska | Polonia     | 952  | 1000 | 1200 | 1120 | 1060 | 5332  |

## Medallero
| Núm. | País            | Oro | Plata | Bronce | Total |
| ---- | --------------- | --- | ----- | ------ | ----- |
| 1    | Rusia           | 2   | 0     | 0      | 2     |
| 2    | Bielorrusia     | 1   | 0     | 2      | 3     |
|      | Hungría         | 1   | 0     | 2      | 3     |
| 4    | Polonia         | 1   | 0     | 1      | 2     |
| 5    | Francia         | 1   | 0     | 0      | 1     |
| 6    | Reino Unido     | 0   | 2     | 1      | 3     |
| 7    | Egipto          | 0   | 1     | 0      | 1     |
|      | Lituania        | 0   | 1     | 0      | 1     |
|      | República Checa | 0   | 1     | 0      | 1     |
|      | Ucrania         | 0   | 1     | 0      | 1     |
|      | TOTAL           | 6   | 6     | 6      | 18    |